# خولیو ایریچیبار
خولیو ایریچیبار (انگلیسی: Julio Iricibar؛ زادهٔ ۲۴ اکتبر ۱۹۹۳) بازیکن فوتبال اهل اسپانیا است.
از باشگاه‌هایی که در آن بازی کرده‌است می‌توان به باشگاه فوتبال رئال وایادولید اشاره کرد.